# 6582 Флагсімфоні
6582 Флагсімфоні (6582 Flagsymphony) — астероїд головного поясу, відкритий 5 листопада 1981 року.
Тіссеранів параметр щодо Юпітера — 3,255.